# 福爾斯堡 (紐約州)
福爾斯堡（英語：Fallsburg）是一個位於美國紐約州沙利文縣的鎮。

## 人口
根據2020年美國人口普查的數據，福爾斯堡的面積為204.89平方千米，當中陸地面積為201.04平方千米，而水域面積為3.85平方千米。當地共有人口14192人，而人口密度為每平方千米69人。